# Афонсо, Кики
Кристиа́н Не́йва Афо́нсу (порт. Christian "Kiki" Neiva Afonso; род. 10 декабря 1994, Эшпозенди) — португальский футболист, крайний защитник клуба «АВС САД».

## Клубная карьера
Кики — воспитанник клубов «Маринхас», «Порту», «Падроэнсе» и «Риу Аве». 11 мая 2013 года в матче против «Жил Висенте» он дебютировал в Сангриш лиге в составе последних. В том же году Кики перешёл в английский «Дагенем энд Редбридж», но так и не дебютировал за клуб. В 2014 году Кики вернулся на родину, став игроком лиссабонского «Атлетико». 23 марта в матче против ковильянского «Спортинга» он дебютировал в Сегунда лиге. 18 января 2015 года в поединке против «Ольяненсе» Кики забил свой первый гол за «Атлетико».
Летом 2015 года Кики перешёл в «Жил Висенте». 8 августа в матче против «Мафра» он дебютировал за новую команду. Летом 2016 года Кики перешёл в «Ольяненсе». 10 сентября в матче против «Униан Мадейра» он дебютировал за новый клуб.
Летом 2017 года Кики перешёл в «Фейренсе». 4 февраля 2018 года в матче против «Шавиша» он дебютировал за новую команду. Летом того же года Кики на правах аренды перешёл в «Фелгейраш 1932». В начале 2019 года перешёл в «Белененсеш САД». 31 марта в матче против «Боавишты» он дебютировал за новую команду. Летом того же года подписал контракт с клубом «Визела». 6 октября в матче против дублёров «Витории Гимарайнш» он дебютировал за новый клуб. По итогам сезона игрок помог команде выйти в Сегунда лигу. 29 ноября 2020 года в поединке против «Эшторил-Прая» Кики забил свой первый гол за «Визелу». По итогам сезона он помог клубу выйти в элиту.
21 июня 2023 года в статусе свободного агента стал игроком екатеринбургского «Урала». 22 июля в матче против московского ЦСКА он дебютировал в РПЛ.
23 июня 2024 года клуб объявил о расторжении контракта с футболистом. За это время Кики успел сыграть 20 матчей и отдать 1 результативную передачу.
13 июля в статусе свободного агента присоединился к футбольному клубу «АВС САД» из Португалии.